# Török János (tanár)
Bágyi Török János (Bágy, 1806. június 11. – Marosvásárhely, 1854. március 10.) református teológiai tanár, a függetlenségi harc vértanúja.

## Élete
Tanulmányait a székelyudvarhelyi református kollégiumban és 1834-ben a berlini egyetemen végezte. Visszatérve 1836-ban püspöki titkár volt; 1837. január 14-én a marosvásárhelyi református kollégium teológiai tanára lett. 1848-ban mint százados vett részt a szabadságharcban, 1848 nyarán mint százados nyújtott katonai kiképzést székely ifjúságnak. 1848. november 5-én az osztrákok elfogták és Nagyszebenbe vitték, 1849. március 11-én szabadították ki Bem katonái. 1849. július 11-én a Szemere-kormány kinevezése nyomán 1850. január 3-ig mint igazgató-tanár működött, de 1850. november 1-jén a kormányzóság megfosztotta tanszékétől és csak 1851. július 17-én helyezte vissza. 1852. január 24-én újból elfogták, azon vád alapján, hogy 1851 júliusa óta be volt avatva Kossuth és Makk újabb fölkelési terveibe és hogy a forradalmi tizenhét kerületből egynek vezetését és szervezését átvette. Rózsafi Mátyás nevezte ki őt a székelyföldi szervezkedés fő katonai és polgári irányítójának. Ezért a nagyszebeni császári és királyi haditörvényszék 1853. október 11-én kötél által való halálra ítélte és mint felségárulót Marosvásárhelyen 1854. március 10-én ki is végeztette. 1874-ben a kegyelet emlékkövet állíttatott az ő és vértanútársai, Gálffy Mihály és Horváth Károly sírja fölé.

## Munkái
- A historia haszna egy rövid beszédben elő adva ... a maros-vásárhelyi ref. kollégiumban k. r. tanítói hivatalába 1837. jan. 14. történt beiktatása alkalmával. Maros Vásárhely, 1838. Online
- Római régiségtan. Uo. 1840.
- Közönséges historia gyermekek számára. Uo. 1840. (Ism. Nemzeti Társalkodó 1841. I. 134., 150. sz. 2. kiadás. Uo. 1845.).
- Geographia gyermekek számára készíttetett iskolai kézikönyvül. Uo. 1844. Hat folyam. (I. Erdélyország, II. Magyarország és ahhoz kapcsolt országok. III. Ausztria és Olaszország. IV. Németország, Poroszország; Hollandia, Belgium és Schweiz. V. Francziaország, Spanyolország, Portugalia, Britt birodalom, Dánia, Svéd- és Norvégország. VI. Muszka birodalom, Krakó köztársaság, Török birodalom, Görögország és a jóniai köztársaság).
- Elemi földrajzi előismertetés és Erdélyország földrajza. Uo. 1846. (A Geographia I. folyamának 2. jobbított kiadása).
- Hetedik folyam. Ázsia, Afrika, Amerika és Ausztrália földrajza. Uo. 1847.

Kézirati 33 munkájának jegyzékét felsorolja Koncz József.